# Cerceris rybyensis
Espèce
Cerceris rybyensis est une espèce d'insectes hyménoptères de la famille des crabronidés, du genre Cerceris.